# Davinia Vanmechelen
Davinia Vanmechelen, née le 30 août 1999 à Saint-Trond en Belgique, est une footballeuse internationale belge qui joue au poste d'attaquante au Club YLA.

## Biographie
Elle a évolué au Standard de Liège avec lequel elle a remporté deux titres de Championne de Belgique. En mai 2017, elle part au KRC Genk Ladies, elle n'y reste que six mois. En janvier 2018, elle est transférée au Paris Saint-Germain (France). Un an plus tard, elle part au PSV Vrouwen (Pays-Bas). Elle retrouve le Standard de Liège à partir de la saison 2020-2021.
Le 20 juin 2022, elle est sélectionnée par Ives Serneels pour disputer l'Euro 2022.

## Palmarès
- Championne de Belgique en 2016 et 2017 avec le Standard de Liège

 Club Bruges (1 titre)
- Coupe de Belgique :
  -  Vainqueure : 2023-2024

## Distinctions individuelles
- Sparke 2017 de la meilleure espoir
- Sportive de l'année de Landen